# Iván Rodríguez (baloncestista)
José Iván Rodríguez Cabrera, (nacido el 30 de junio de 1975 en Santa Cruz de Tenerife, Islas Canarias) es un jugador de baloncesto español. Con 1.89 metros de estatura, juega en la posición de escolta.

## Trayectoria
- CB Hispano Inglés. Categorías Inferiores
- CB Canarias. Categorías Inferiores
- Tenerife Club de Baloncesto (1994-1997)
- CB Gran Canaria (1997-1998)
- Tenerife Club de Baloncesto (1998-1999)
- CB Gran Canaria (1999-2002)
- Tenerife Club de Baloncesto (2002-2010)
- CB Santa Cruz (2011-2014)
- Real Club Náutico de Tenerife (2015-2016)